# ماسيا كاتو
ماسيا كاتو (باليابانية: 加藤 雅也) هو عارض وممثل ياباني، ولد في 27 أبريل 1963 بنارا في اليابان.

## أعمال

### أفلام
- (1998) غودزيلا

### مسلسلات
- أنيغو

## وصلات خارجية
- ماسيا كاتو على موقع IMDb (الإنجليزية)
- ماسيا كاتو على موقع قاعدة بيانات الأفلام العربية
- ماسيا كاتو على موقع ألو سيني (الفرنسية)
- ماسيا كاتو على موقع أول موفي (الإنجليزية)
- ماسيا كاتو على موقع قاعدة بيانات الأفلام السويدية (السويدية)
- ماسيا كاتو على موقع قاعدة بيانات الفيلم (الإنجليزية)
- ماسيا كاتو على موقع كينوبويسك (الروسية)